# Кутя

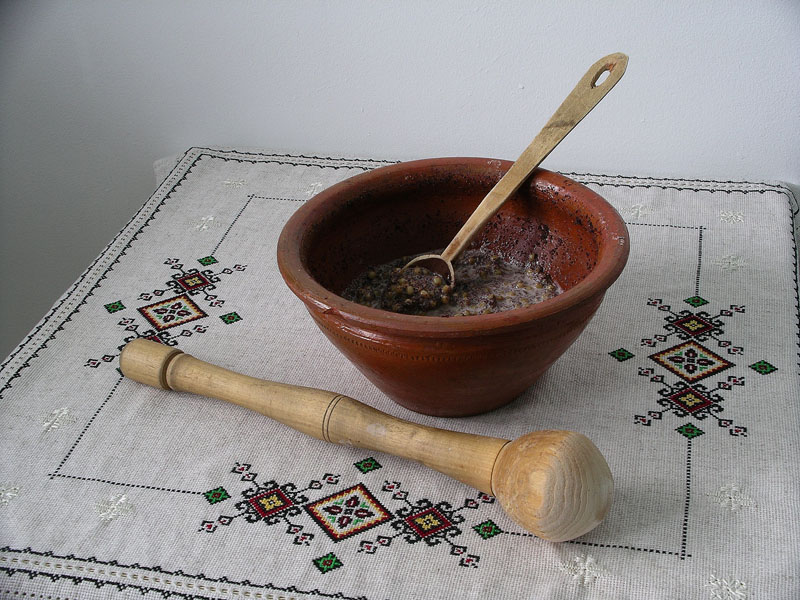
Кутя в макітрі й макогін

Кутя́ — відварені у воді зерна пшениці чи ячменю з медом. Традиційна ритуальна страва слов'янського новорічно-різдвяного циклу.
Готується тричі: на Святий Вечір — Багата кутя, на Щедрий вечір — Щедра кутя й у Водохрещенський вечір — Голодна кутя. Четвертий різновид — Чорну кутю готують на мертвинах або поминках і розводять з коливом, вона призначена для покійників. Сукупність обрядодійств, пов'язаних із кутею, засвідчує зв'язок із родиною й предками, які опікуються врожаєм.

## Ритуальне значення
Ритуальне значення куті, як і узвару, дуже давнє. Український етнограф Федір Вовк виводить походження цих страв ще з неолітичної доби.[джерело не вказане 821 день] Перед вечерею кутю ставлять на покуті під образами, тобто на найпочеснішому в хаті місці. Горщик із кутею мав стояти на покутті від Різдва до Нового року. Існує також звичай посилати дітей зі стравою до родичів. Після вечері кутю разом із ложками залишають на столі на всю ніч для померлих предків, «аби рідні повечеряли й на нас не гнівалися», або гадаючи про своє довголіття. На релігійному характері страви наголошує давній звичай, коли голова родини підходив до вікна чи виходив на двір з зачерпнутою ложкою куті та, звертаючись до Мороза, тричі запрошував його взяти участь у вечері з родиною. Коли ж Мороз не з'являється, йому радять і не з'являтися потім, не робити зла посівам тощо: «Морозе, Морозе, ходи до нас куті їсти, а коли не йдеш, то не йди й на жито, пшеницю й усяку пашницю».

## Приготування. Обряди. Прикмети
Для приготування куті використовували спеціально оброблене в ступі пшеничне або ячмінне зерно. Страва мала бути пісною. До зерна додавали товчений мак, волоські горіхи, інколи розпарені родзинки. У деяких регіонах (наприклад, на Полтавщині) до куті не додають ні маку, ні родзинок — лише пшеницю та узвар. Варилася кутя в глиняних горщиках. Доброю ознакою вважалося, коли зерно «підходило», коли ж верх западав — на лиху вість або чиюсь смерть: «Як кутя верх виведе, то добре, а як западе — на вмируще». Під час приготування куті господиня квоктала, щоб кури неслися. За звичаєм горщик із кутею на покуть відносив наймолодший у родині хлопчик. На цей момент вся родина мала бути вдома — «бо хто на Святвечір одіб'ється від хати, то може відійти з сім'ї». Нести горщик годилося новими вовняними рукавичками, які заздалегідь готували батьки. Йдучи зі стравою, хлопчик казав: «Несу кутю на покутю, на зелене сіно, щоб бджоли сіли!» В південній частині України кутю на покуть несла господиня, а діти тим часом відтворювали голоси домашньої птиці — на розплід. Інколи горщик з кутею накривали книшем.

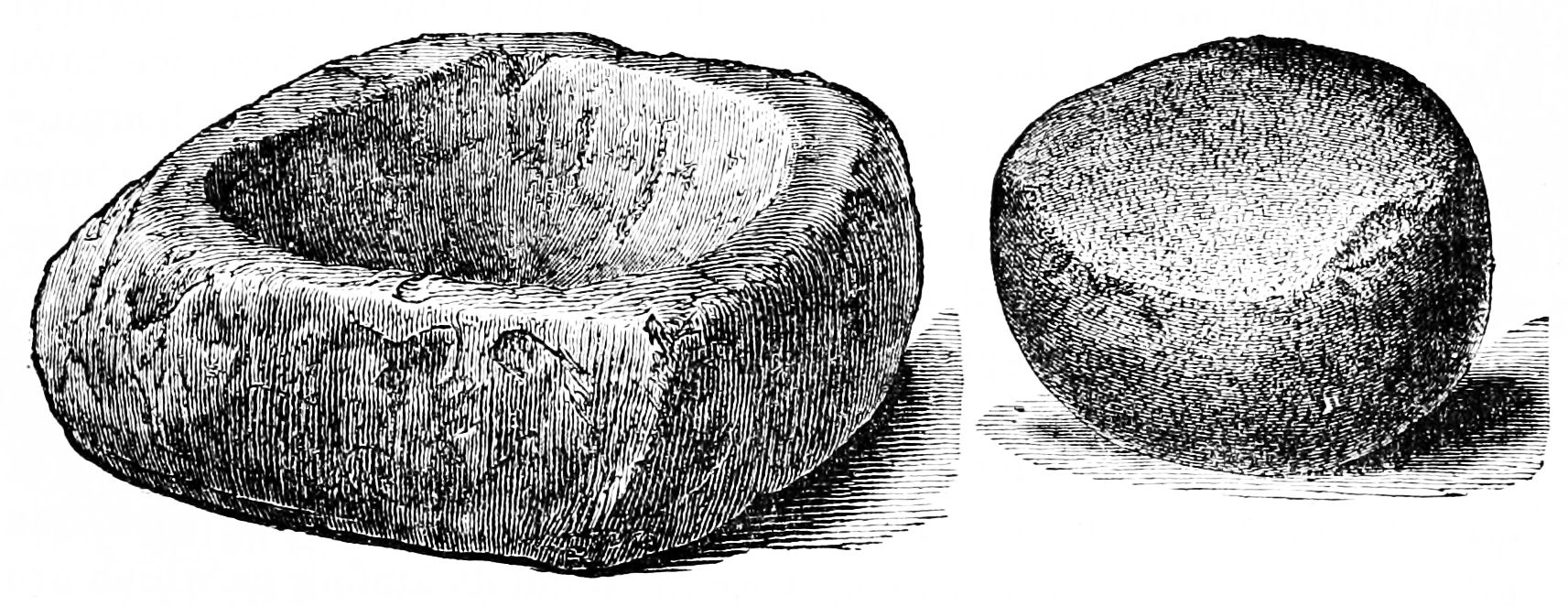
Первісні ступа і товкач з каменю

Дочекавшись першої надвечірньої зорі, всі сідали до столу, на якому разом із кутею мало бути дванадцять пісних страв. Тоді голова сім'ї зачерпував куті і йшов звертатися до морозу. Наступні порції відносив худобі й на пасіку. Вважалося гарною прикметою, якщо в цей час на небосхилі видно багато зірок, тоді наступного року добре вестиметься усяка домашня птиця і буде врожай.
Потім один раз або тричі кидали кутю на стелю, «щоб бджоли роїлись», бо скільки прилипне зерен, стільки наступного року розплодиться роїв, народиться ягняток або вродить лантухів збіжжя. Святу вечерю починали і закінчували кутею.
Поївши, родина сідала на покуті на сіно, де стояла кутя, і починала квоктати, уподібнюючись курці, яка сидить на яйцях, для того, щоб квочка гарно доглянула курчат; потім згрібали зі столу трохи сіна і клали в те місце, де буде сидіти квочка; частину сіна давали також худобі. Сіно, яке залишилося, мало лежати до Нового року, а сніп жита — Дідух — залишався на покуті до Водохрещого.
Ложки в куті залишали на цілу ніч. Робили це в очікуванні відвідин померлих родичів чи гадаючи про своє довголіття. Якщо на ранок чиясь ложка виявилася перевернутою догори, то за прикметою він мав померти наступного року.
З Водохрещем пов'язаний обряд «проганяння куті» та «розстрілювання морозу». Опівночі всі виходили з хати надвір з макогонами, ложками, іноді й вилошниками, били ними об зовнішні хатні кути, тини чи ворота, вигукуючи:
Тікай кутя з покутя,
А узвар — іди на базар,
А ви, кури, — на яйця,
Паляниці лишайтесь на полиці,
А Дідух — на теплий дух,
Щоб покинути кожух!
Якщо на цей час ще залишалася неспожита кутя, то її віддавали худобі. За повір'ям, на Водохреще душі предків вже повернулися до своїх постійних пристанищ.

## Рецепт страви

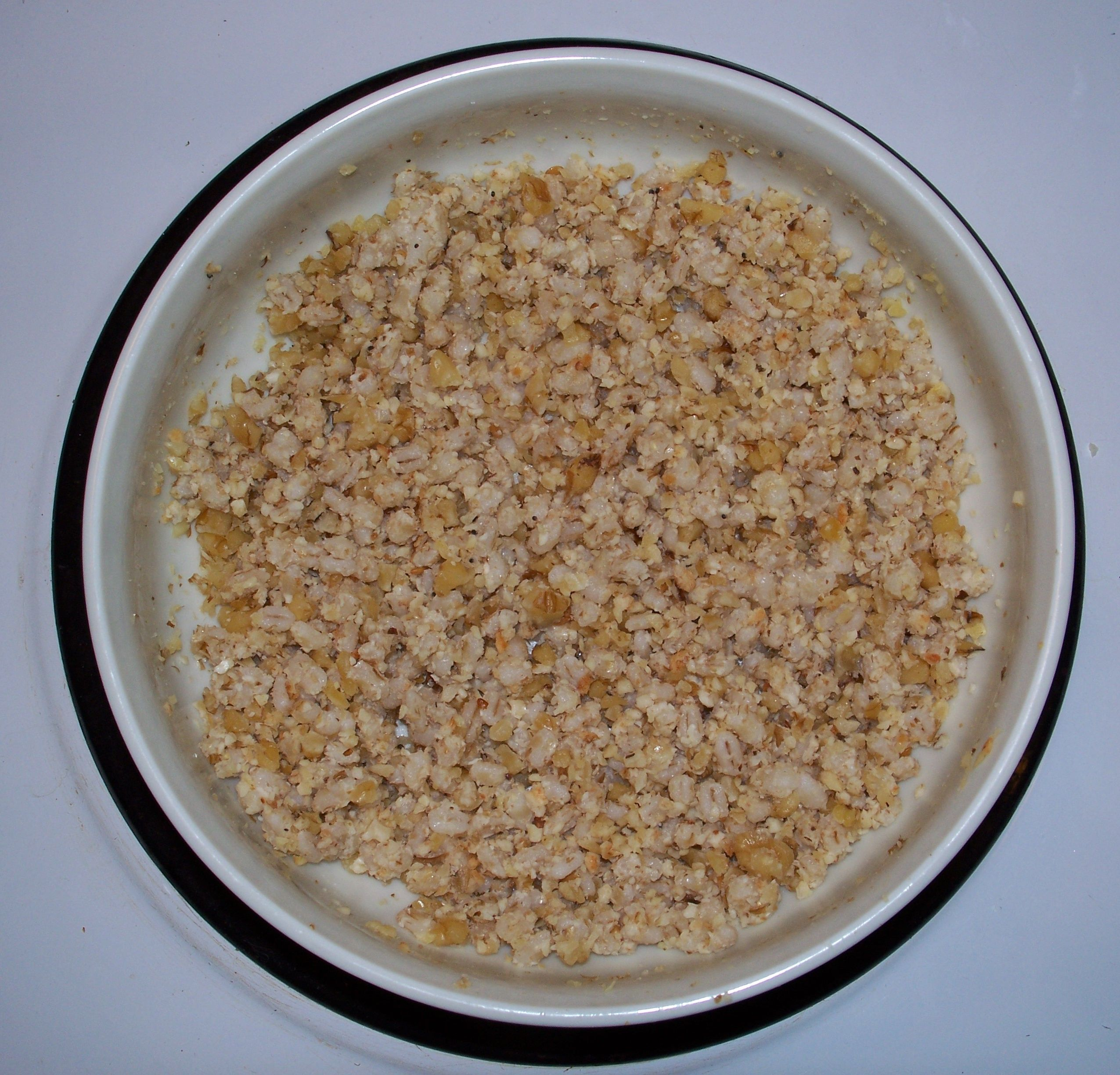
Варене зерно пшениці
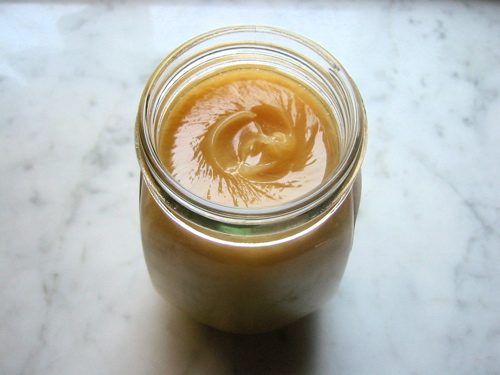
Мед
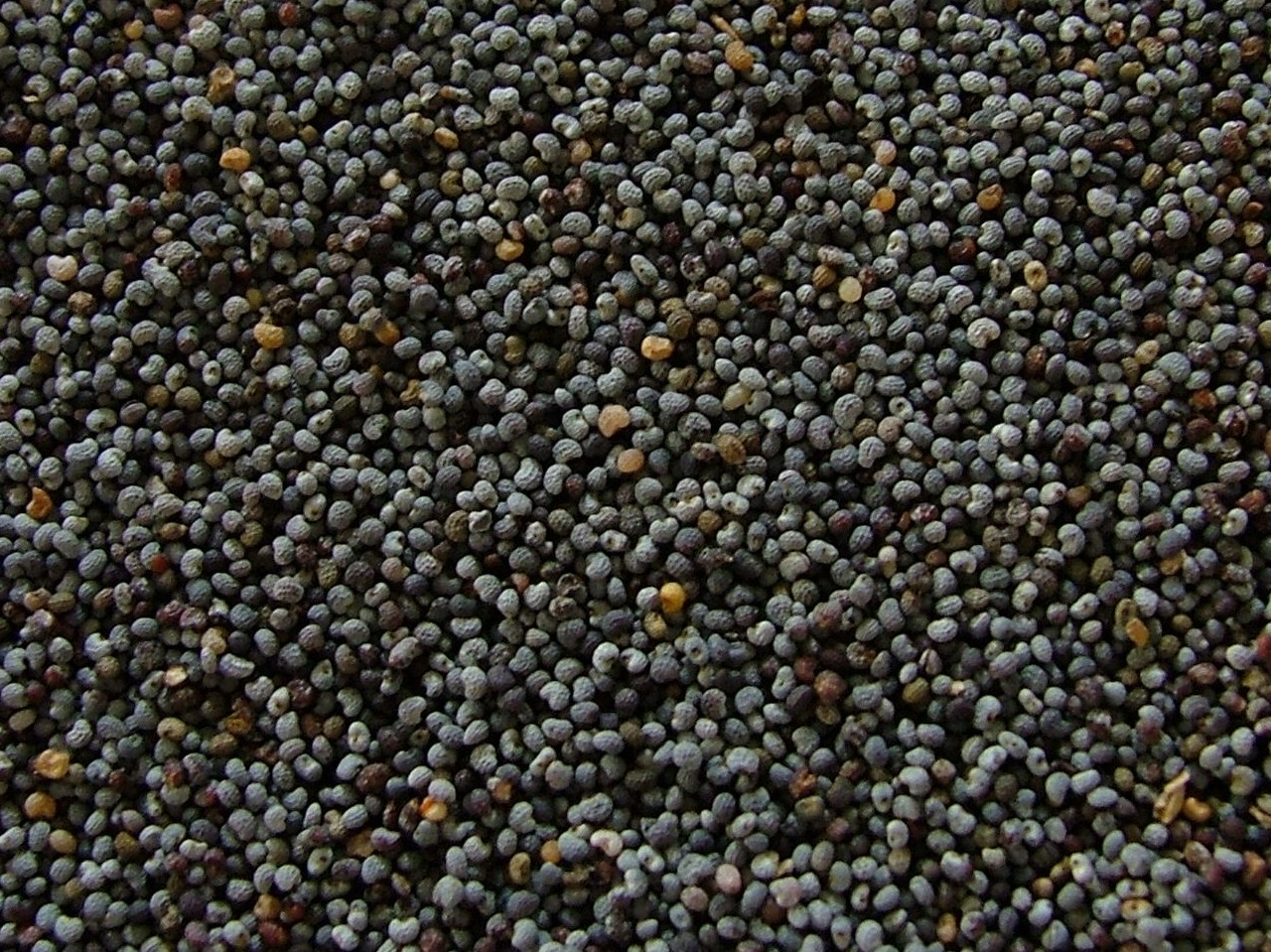
Макове насіння
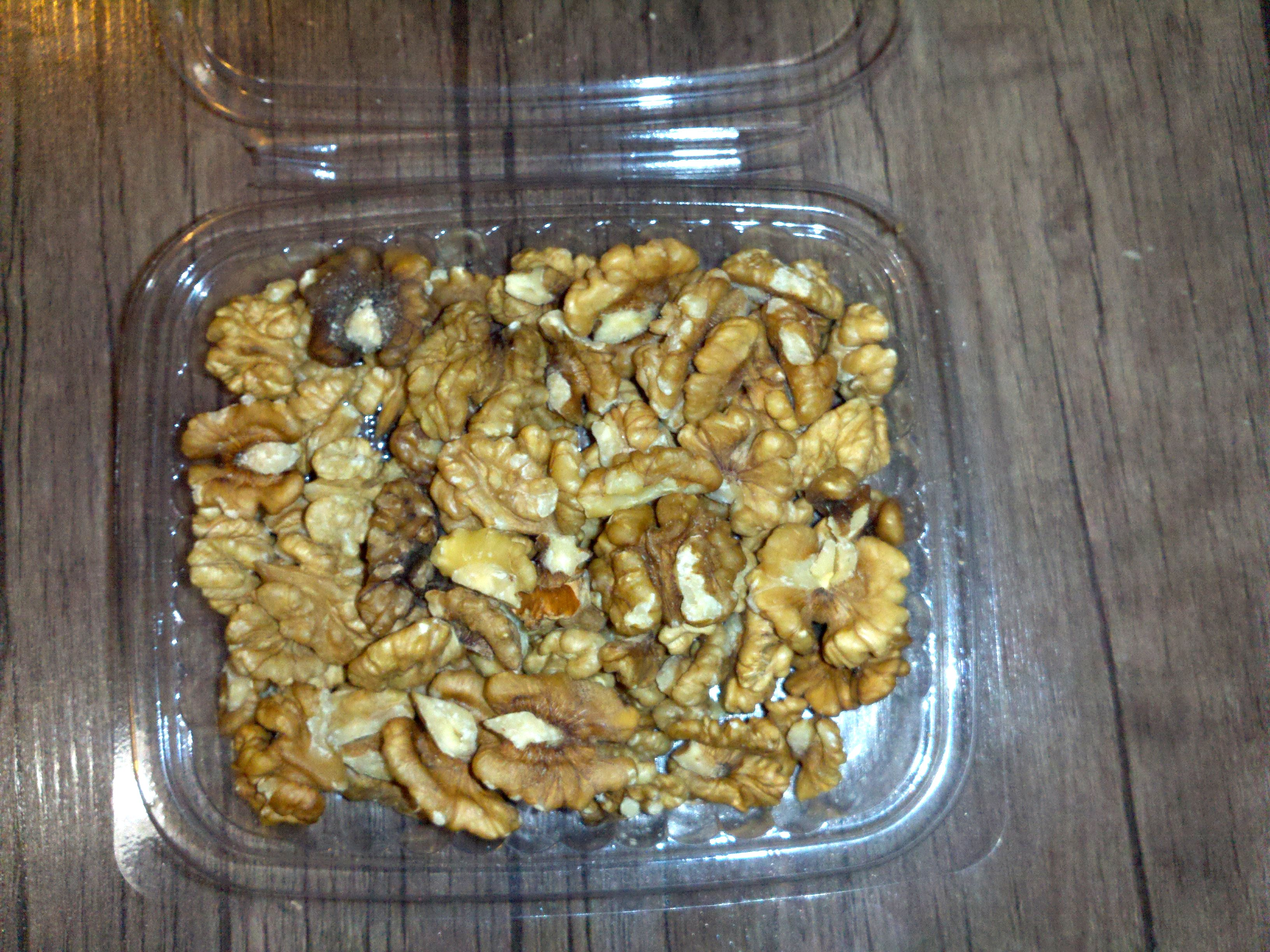
Ядра волоського горіха
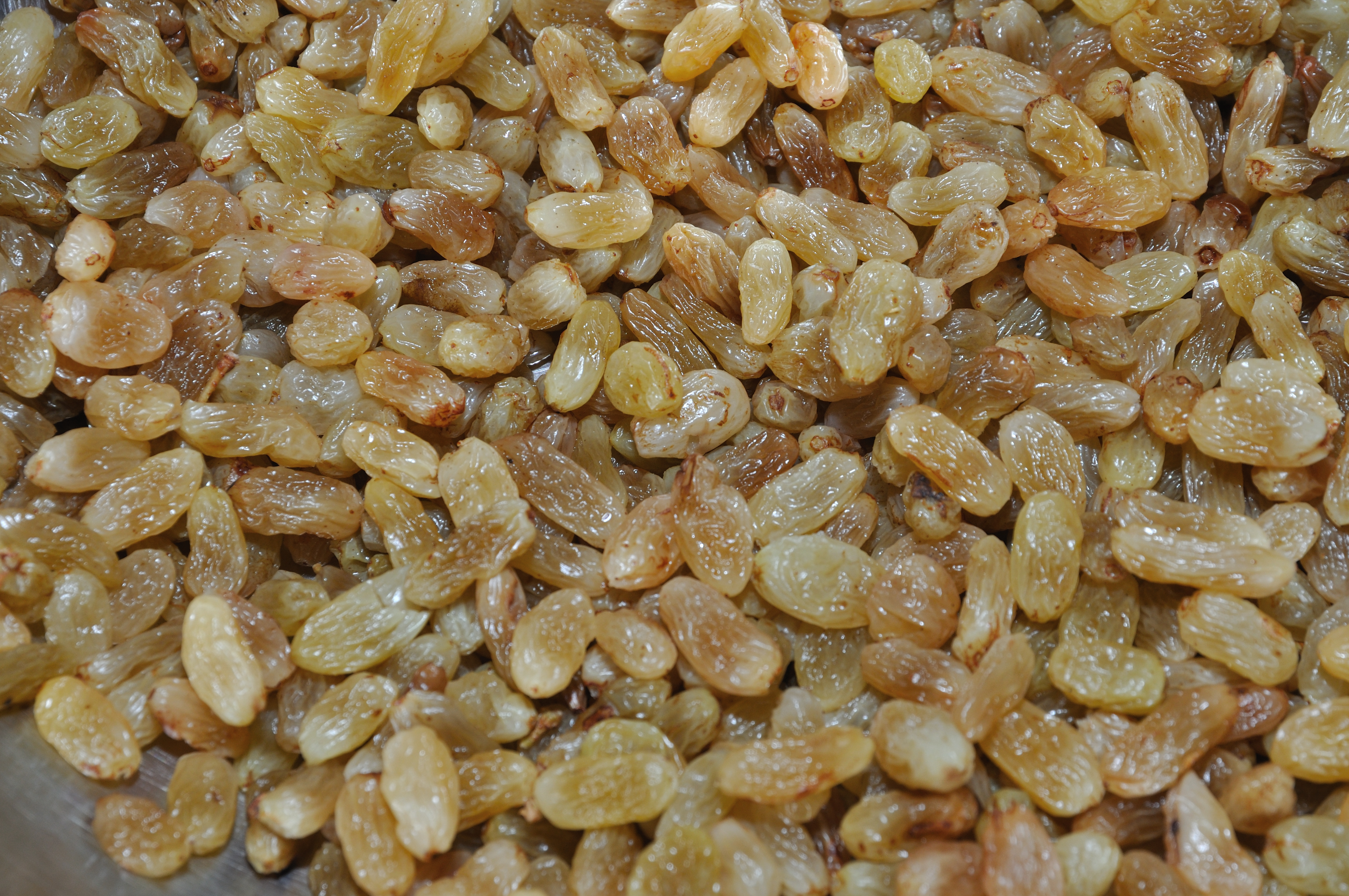
Родзинки

### ЗаОльгою Вербенець

#### Зерно
Зерно для куті нині інколи купують на ринку, то в такому випадку його слід покуштувати, чи не кисле, або гірке, чи затхле. Куплену пшеницю слід розстелити на лляній серветі. Категорично не рекомендовано зберігати зерно в поліетиленовому пакеті. Перед приготуванням зерно треба зсипати до баняка з грубим дном. Потім його слід промити кілька разів чистою холодною водою, після чого залити бажано м'якою джерельною чи криничною водою на 5–6 годин, тобто на ніч. Зранку воду обережно злити, долити чистою водою вдвічі більше, ніж є пшениці, поставити на середній вогонь, довести до кипіння. Тоді вогонь зменшити до мінімуму і варити, аж поки зерно не поглине воду. Якщо в господарстві є розсікач полум'я, баняк бажано поставити на нього.
Закипілу кашу розмішати раз і більше мішати не слід. Можна трішки присолити після закипання.

#### Мак
Мак найліпше розтирати старим дідівським способом у макітрі за допомогою макогона.
Інший спосіб: залити мак на ніч чистою холодною водою, тоді насіння збереже цінне макове молочко. Зранку зцідити й відтиснути воду крізь подвійну марлю. Далі мак можна розтерти кухонним комбайном або знову ж таки в макітрі. Розтирати мак бажано незадовго до приготування, бо у теплому приміщені він швидко скисає, або зберігати на холоді (однак у морозильнику він дещо втрачає свої смакові якості).

#### Мед
Мед до куті пасує будь-який. Можна також змішувати різні сорти меду, наприклад, гречаний з квітковим. Все залежить від особистих уподобань.

#### Додатки
Нині існує практика додавання до куті різних екзотичних додатків: горіхів, мигдалю, інжиру, цукатів, родзинок. Їх до куті можна додавати на власний смак.

### ЗаДарією Цвек
Щоб зварити кутю, знадобляться півлітровий слоїк пшениці, по склянці маку, цукру, подрібнених горіхів і родзинок, 2–3 столові ложки меду.
Очищене від висівок зерно пшениці після кількаразового промивання заливають окропом і варять на малому вогні 2–3 години, щоб зерно «розклеїлося». Якщо вода википіла, то її слід долити.
Попередньо запарений в окропі, а тоді відціджений мак розтерти в макітрі до однорідної маси. До звареної пшениці додати мак, за смаком цукор, мед і все перемішати. Густота регулюється доливанням вистиглої кип'яченої води або узвару. Можна також додати подрібнені горіхи, родзинки і кілька ложок вишневого варення.

## Приказки

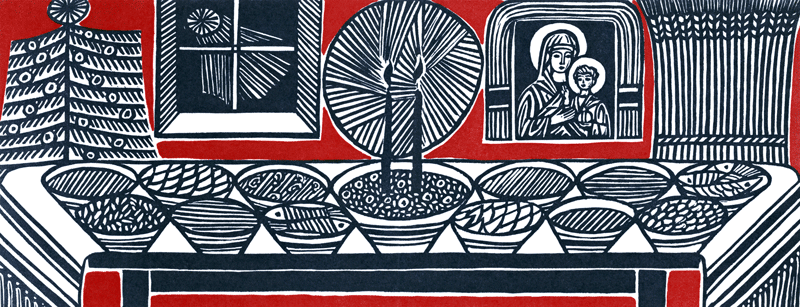
Кутя та дванадцять страв. Різдвяна листівка роботи Якова Гніздовського

- Не передай (не переложи) куті меду.
- Узвар на базар, а кутя на покутя.
- Кутю на покутю, а сонце — у віконце.
- Корзу-верзу — дайте на кутю гречки!
- Корзу-верзу Борисихо, дай куті на гречку!
— … на кутю гречки, а я тобі за те, попасу овечки.
- На покуті сидить коли не піп, так кутя, а ні, так дурень без пуття.
- Віншую вас з цим новим роком, щоб вам вилізла кутя боком!
- Дурню, куті перцю, коли велика мірка!
- Вони збилися з пуття: як кутя, то й дитя.
- Як кутя, так і дитя.